# أوسكاري توكوي

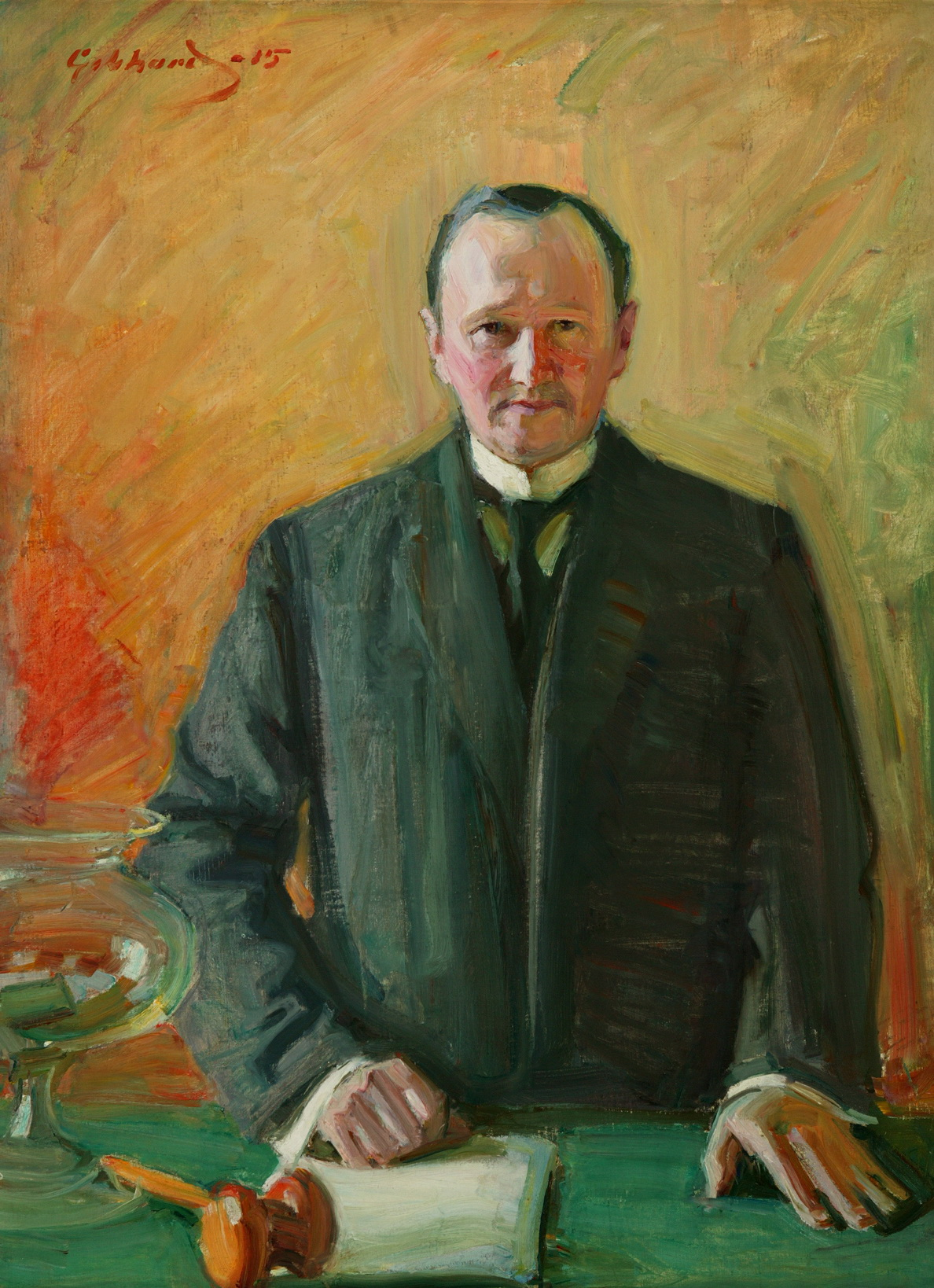
Painting of Oskari Tokoi, Speaker of the Finnish Parliament in 1913, for the gallery of Speakers of the Parliament

أوسكاري توكوي (Oskari Tokoi) (كانوس، 15 أبريل 1873 - لمونستر ، ماساتشوستس، 4 أبريل 1963) اشتراكي فنلندي شغل منصب زعيم الحزب الاشتراكي الديمقراطي الفنلندي. شارك توكوي بثورة عام 1918 قصيرة العمر كشخصية رئيسية في الحكومة الثورية.